# Campbellsburg (Kentucky)
Campbellsburg – miasto w Stanach Zjednoczonych, w stanie Kentucky, w hrabstwie Henry.